# El Toril
El parque municipal El Toril es un parque, obra del paisajista Emilio Maestre que se encuentra en la ciudad española de San Roque. Está situado al sur de la ciudad, junto a la salida 1105/1107 de la autovía del Mediterráneo, enlace entre ésta y la salida 0 de la CA-34, y que a su vez es la entrada principal a San Roque. Por este motivo, también se conoce como El Toril a este enlace entre carreteras y las zonas ajardinadas que existen en él. El parque está delimitado por la calle Velázquez, el pabellón municipal y el propio enlace del Toril.
Cerca de este enlace, viniendo desde La Línea, está situada la Escuela de Hostelería de San Roque.

## Instalaciones
En el entorno del parque El Toril se sitúan las siguientes instalaciones:
- Pabellón deportivo Ciudad de San Roque.
- Juzgados del Partido judicial de San Roque.
- Escuela de hostelería
- Bazar chino
- Depósito municipal de vehículos
- Parada de autobús interurbano

## Parada de autobús
En El Toril está situada en la principal parada de autobuses interurbanos de San Roque. En este cruce no sólo paran autobuses metropolitanos, también llegan líneas con destino a las principales capitales del entorno, entre ellas Cádiz, Málaga y Sevilla.
En la parada norte (junto al parque El Toril) paran los autobuses hacia Algeciras, Los Barrios, Cádiz y Sevilla. En la parada sur (junto al depósito de vehículos) paran los autobuses con destino La Línea y Málaga.
Existen pasos subterráneos para acceder a cualquiera de las tres paradas de autobuses del enlace sin necesidad de cruzar las calzadas. Estos túneles peatonales fueron objeto de una remodelación en julio de 2009, con el fin evitar las inundaciones en aquellos días de lluvia.
| Líneas de autobús con parada en El Toril | Líneas de autobús con parada en El Toril | Líneas de autobús con parada en El Toril |
| Línea                                    | Trayecto                                 | Empresa                                  |
| ---------------------------------------- | ---------------------------------------- | ---------------------------------------- |
| M-120                                    | Algeciras-La Línea                       | Transportes Generales Comes              |
| M-121                                    | Los Barrios-La Línea                     | Transportes Generales Comes              |
| M-130                                    | San Roque-Algeciras                      | Empresa Esteban                          |
| M-270                                    | San Pablo-Jimena-Castellar-La Línea      | Transportes Generales Comes              |
| Media y Larga DIstancia                  | Málaga-Algeciras                         | Grupo Avanza (Movility ADO)              |
| Media y Larga Distancia                  | Cádiz-La Línea                           | Transportes Generales Comes              |
| Media y Larga Distancia                  | Sevilla-La Línea                         | Transportes Generales Comes              |

## Seguridad vial
La forma del enlace entre carreteras es vagamente circular, permitiendo cualquier cambio de dirección entre las dos vías y el acceso al casco de San Roque desde el sur, por la calle Cazadores de Tarifa. Esta configuración deja en el centro del enlace una zona ajardinada.
Todos los cruces entre la CA-34, las calzadas auxiliares de la A-7, la vía de servicio de la N-340 y las calles de San Roque son al mismo nivel, lo que conforma un enlace de gran peligrosidad. Está limitado a 60 km/h y existe un radar de tráfico en la zona. En el informe de la Red de Carreteras del Estado elaborada por el Real Automóvil Club de España en 2011, el cruce del Toril figura en el octavo puesto entre los tramos de carretera más peligrosos de España.
Próximamente el enlace será objeto de obras, consistentes en prolongar los carriles de incorporación a la A-7 y eliminar cruces a nivel. El proyecto constructivo ya ha sido adjudicado. El ayuntamiento local también ha aprobado la instalación de un área de servicio en el enlace.